# Альфедена
Альфедена (итал. Alfedena) — коммуна в Италии, располагается в регионе Абруццо, в провинции Л’Акуила.
Население составляет 800 человек (2008 г.), плотность населения составляет 20 чел./км². Занимает площадь 40 км². Почтовый индекс — 67030. Телефонный код — 0864.
Покровителем населённого пункта считается святой Пётр Веронский.

## Демография
Динамика населения:

## Администрация коммуны
- Официальный сайт: http://www.comune.alfedena.aq.it